# Żerków (województwo dolnośląskie)
Żerków (niem. Gross Sürchen) – wieś w Polsce położona w województwie dolnośląskim, w powiecie wołowskim, w gminie Brzeg Dolny.

## Podział administracyjny
W latach 1975–1998 miejscowość należała administracyjnie do województwa wrocławskiego.

## Historia
Wieś, niegdyś rzędówka, dziś wielodrożnica z zespołem dworskim. Najstarsza wzmianka historyczna pochodzi z dokumentu z 1304 r., pod nazwą Gross Sirchaw, gdzie wymieniono ją jako własność Cystersów z Lubiąża. W 1568 r. klasztor wydzierżawił ją, a w 1593 r. sprzedał von Kanitzom.
Zespół pałacowo-dworski powstał w wyniku rozbudowy dawnego folwarku przez Kockritzów na siedzibę rycerską w XVII w., kolejno przez Haugwitzów w XVIII w. i znów przez Kockritzów w XIX w. 
Na północ od wsi znajdują się pozostałości cmentarza ewangelickiego, założonego w drugiej połowie XIX w. Po 1945 r. zamknięty i częściowo zlikwidowany. Najstarszy zachowany nagrobek pochodzi z 1854 r.

## Zabytki
Do wojewódzkiego rejestru zabytków wpisany jest:
- zespół pałacowy:
  - pałac, z 1791 r., przebudowany na przełomie XIX/XX w., obecnie nadal zamieszkany
  - park leśny, z XIX w.